# 埃迪斯通岩
62°35′54.9″S 61°23′11.6″W / 62.598583°S 61.386556°W
埃迪斯通岩（Eddystone Rocks），是南極洲的岩石，位於南設得蘭群島的利文斯頓島西部，處於謝菲爾德角西北面4.73公里的拉吉德島西北面，現時由南極條約體系管理。